# 齐默特色木丕勒

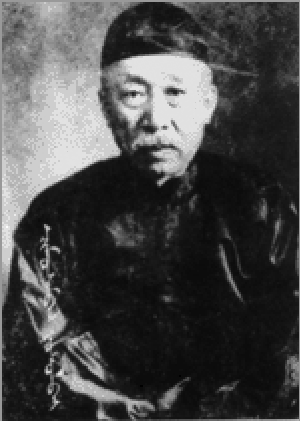
“齐公”任职期间照片

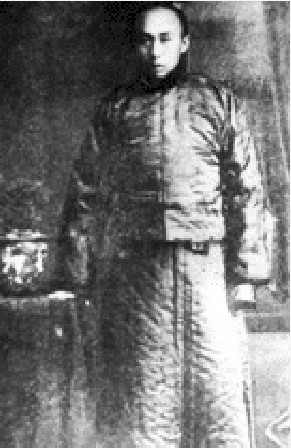
年轻时的“齐公”

齐默特色木丕勒（羅馬化：Chimedsampil，1874年—1942年8月1日），字克荘，博尔济吉特氏，蒙古族，哲里木盟郭尔罗斯前旗（今吉林省前郭尔罗斯蒙古族自治县）人，是成吉思汗仲弟哈布图哈萨尔的后代，郭尔罗斯前旗札萨克。清末封为辅国公，人称“齐公”，又称“南公”（郭尔罗斯后旗镇国公被称为“北公”），中华民国二年以后，先后晋封多罗郡王、和硕亲王，人称“齐王”。

## 生平
清朝同治十三年四月（1874年），齐默特色木丕勒生于郭尔罗斯前旗辅国公府（位于今前郭尔罗斯蒙古族自治县哈拉毛都镇王府屯）。他自光绪七年（1881年）开始学习蒙文、满文、汉文。光绪十四年至十五年（1888年-1889年），他随着祖父的年班朝见了光绪帝。光绪二十年（1894年），因慈禧庆寿而自四等台吉晋为三等。光绪廿三年（1897年），他祖父图普乌勒济图病逝，而他父亲阿玛尔浩毕图又在生病，遂由理藩院奏请齐默特色木丕勒袭其祖父的扎萨克辅国公的爵位。光绪廿八年（1902年），齐默特色木丕勒担任哲里木盟副盟长。光绪卅一年正月（1905年），他任哲里木盟盟长兼兵备札萨克。光绪卅三年正月（1907年），他获镇国公衔辅国公的封号。
清末民初，齐默特色木丕勒未响应陶克陶胡叛乱和乌泰叛乱。1912年，北洋政府封他为镇国公加贝子衔。1913年，齐默特色木丕勒晋封多罗郡王。1914年，齐默特色木丕勒拥护袁世凯称帝，得晋封和硕亲王。同年，他任约法会议议员。1925年，他在川岛浪速等策划鼓动下参加满蒙独立运动。1926年，富田仁三郎经长春蒙租局来到他的府第并任其顾问。齐默特色木丕勒也与奉系要人吉林省主席张作相联姻。
1931年九·一八事变后，他组织蒙古自治会。1931年12月，他出席满铁驻郑家屯公所长菊竹实藏召集的「东部内蒙古各旗代表会议」（又稱“郑家屯蒙古王公会议”），推动东蒙的各个盟旗加入将要建立的满洲国。1932年2月，齐默特色木丕勒参加满洲国建国会议，任东北行政委员会委员。1932年3月，他任兴安局局长。1932年8月，兴安局改为兴安总署，他任总署长。1932年10月，齐默特色木丕勒与兴安北分省省长凌升、兴安东分省省长额勒春等访问日本。
1934年3月，溥仪登基，齐默特色木丕勒任蒙政部大臣。1937年5月，他的蒙政部大臣一职被免去，改任参议府参议。1941年3月，他辞职，改任满洲电信电话株式会社副总裁。1942年，他离职回乡，于1942年8月1日在其出生地病亡。

## 家庭
- 祖父：图普乌勒济图
- 父：阿玛尔浩毕图
- 母：东土默特王爺之女。
- 三叔：阿穆尔沁格勒图
- 头房夫人：郭尔罗斯前旗的民女。
- 二房夫人（正室）：人称“老福晋太太”，敖漢郡王色凌端魯布的王妹。[7]育有三男二女。三个儿子先后病死，无后代，故齐默特色木丕勒又娶了第三房夫人。[8]
- 三房夫人：人称“大福晋夫人”，为吉林佟秉權（人称佟大人）之女。[7]婚后多病，无法生育。齐默特色木丕勒乃又娶第四房夫人。[8]
- 四房夫人：人称“色福晋夫人”，西扎鲁特人，阿拉街庙喇嘛丹必扎拉森之妹。[7]育有一男三女，但儿子9岁时病死。故齐默特色木丕勒没有儿子。[8]

### 书目
- 老周「齋黙特色木丕勒」[永久]吉林省方志館網站
- 「齋黙特色木丕勒（1874 - 1942)」 （页面存档备份，存于）長春档案信息資源網（長春市档案局網站）
- 徐友春主編. . 河北人民出版社. 2007. ISBN 978-7-202-03014-1.
- 山室信一. . 中央公論新社（中公新書）. 2004. ISBN 4-12-191138-5.
- 劉寿林 編. . 中華書局. 1995. ISBN 7-101-01320-1.

| 前任：（創設） | 興安局長1932年3月 - 8月 | 繼任：（改称興安总署長） |

| 前任：（改称興安局長） | 興安总署長1932年8月 - 1934年3月 | 繼任：（改称蒙政大臣） |

| 前任：（改称興安总署長） | 蒙政大臣1934年3月 - 1937年5月 | 繼任：張景惠 |